# Национальная лига (бейсбол)
Национальная лига (англ. National League, НЛ) — одна из двух лиг, составляющих Главную лигу бейсбола в США и Канаде. Под названием «Национальная» лига образовалась в 1876 году, но фактически она продолжила историю любительской лиги Национальной Ассоциации Игроков в Бейс Бол (NABBP) и Национальной Ассоциации Профессиональных Игроков в Бейс Бол (NAPBBP). В 1871 году 8 из 9 клубов NAPBBP играли в NABBP в 1870 году (см. 1870 in baseball и 1871 in baseball). А в 1876 году 6 из 8 клубов Национальной лиги  играли в NAPBBP в 1875 году.
Сейчас лига состоит из 15 команд. В конце каждого сезона четыре лучшие команды играют в плей-офф, где они определяют победителя Национальной лиги. Эта команда получает право сыграть в Мировой серии против победителя Американской лиги (АЛ). Единственным значимым различием между двумя лигами является правило «Назначенного отбивающего», введённое в 1973 году и действующее только в АЛ. Назначенный отбивающий (хиттер) — это один из игроков команды, не играющий в поле, но которого команда использует для выхода к бите вместо питчера.
После расширения 1969 года лига была разделена на 2 дивизиона — Запад и Восток. Начиная с сезона 1994 года в лигу добавился третий дивизион — Центр. Победители этих дивизионов и ещё одна команда с лучшим показателем побед и поражений среди вторых мест (она получает Wild-Card, введённый в этом же сезоне) попадали в плей-офф. По окончании сезона 2006 года самый успешной командой в НЛ является «Лос-Анджелес Доджерз», выигрывавшей звание чемпиона лиги 21 раз. За ней идут «Сан-Франциско Джайентс» (20), и «Сент-Луис Кардиналс» (17). К тому же «Кардиналс» больше всех раз выигрывали Мировую серию среди команд Национальной лиги — 10 раз.